# Maunath Bhanjan
Maunath Bhanjan  es un pueblo y nagar Panchayat situado en el distrito de Mau en el estado de Uttar Pradesh (India). Su población es de 278745 habitantes (2011). Es el centro administrativo del distrito.

## Demografía
Según el censo de 2011 la población de Maunath Bhanjan era de 278745 habitantes, de los cuales 142967 eran hombres y 135778 eran mujeres. Maunath Bhanjan tiene una tasa media de alfabetización del 77,13%, superior a la media estatal del 67,68%: la alfabetización masculina es del 82,37%, y la alfabetización femenina del 71,60%.

## Clima
| Parámetros climáticos promedio de Mau | Parámetros climáticos promedio de Mau | Parámetros climáticos promedio de Mau | Parámetros climáticos promedio de Mau | Parámetros climáticos promedio de Mau | Parámetros climáticos promedio de Mau | Parámetros climáticos promedio de Mau | Parámetros climáticos promedio de Mau | Parámetros climáticos promedio de Mau | Parámetros climáticos promedio de Mau | Parámetros climáticos promedio de Mau | Parámetros climáticos promedio de Mau | Parámetros climáticos promedio de Mau | Parámetros climáticos promedio de Mau |
| Mes                                   | Ene.                                  | Feb.                                  | Mar.                                  | Abr.                                  | May.                                  | Jun.                                  | Jul.                                  | Ago.                                  | Sep.                                  | Oct.                                  | Nov.                                  | Dic.                                  | Anual                                 |
| ------------------------------------- | ------------------------------------- | ------------------------------------- | ------------------------------------- | ------------------------------------- | ------------------------------------- | ------------------------------------- | ------------------------------------- | ------------------------------------- | ------------------------------------- | ------------------------------------- | ------------------------------------- | ------------------------------------- | ------------------------------------- |
| Temp. máx. media (°C)                 | 23                                    | 26                                    | 33                                    | 39                                    | 42                                    | 40                                    | 34                                    | 33                                    | 33                                    | 33                                    | 29                                    | 25                                    | 32.5                                  |
| Temp. mín. media (°C)                 | 9                                     | 11                                    | 16                                    | 22                                    | 26                                    | 28                                    | 26                                    | 26                                    | 24                                    | 20                                    | 14                                    | 10                                    | 19.3                                  |
| Precipitación total (mm)              | 12                                    | 18                                    | 9                                     | 0                                     | 0                                     | 96                                    | 144                                   | 162                                   | 201                                   | 24                                    | 3                                     | 6                                     | 675                                   |
| Fuente: [Mau Weather]                 |                                       |                                       |                                       |                                       |                                       |                                       |                                       |                                       |                                       |                                       |                                       |                                       |                                       |